# 환경 기준
환경 기준(Environmental standard)은 법률 및 행정 규정 또는 민법 규칙으로, 측정 가능한 양의 운영 및 표준화를 통해 아직 결정되지 않은 환경 보호의 법적 개념을 명확한 표준으로 전환하는 데 도움이 된다. 환경 기준에 도달하는 것은 다양한 학문, 규범적 믿음과 가치, 그리고 일반적인 사회적 맥락에 대한 과학적 통찰력을 고려하는 복잡한 과정이다. 다양한 환경 활동은 서로 다른 관심사를 가지고 있으며, 따라서 다른 표준을 가지고 있다.
환경에 대한 일반적 정의는 자연환경 형태로 나타나는 인간의 환경이다. 인간 환경은 인간이 공기, 물, 토양과 같은 자연적 요소일 뿐만 아니라 문화, 통신, 협동 및 제도인 환경과 영구적으로 연결되어 있다고 간주된다. 인류는 인류학적으로 뚜렷한 공동체에 함께 산다. 환경 기준을 정함으로써 자연은 인간의 생활방식에 의해 야기된 기존의 피해와 이미 존재하는 피해로부터 보호받아야 한다.
환경 기준은 법률, 행정, 개인적인 측면에서 정의될 수 있다.

## 환경 기준의 발전
환경 기준이 논의되었을 때, 인간에 뿌리를 둔 두 가지 주요 추진 기준이 발전 과정에 영향을 미쳤다. 첫번째 기준은 인간의 급진적인 생태주의, 다른 한 가지는 온건한 인류사회주의이다. 서로 반대되는 기준은 그것의 확립에 문제를 일으키지만, 세계를 형성하고 미래 세대를 위해 환경을 보존하려는 생각은 같다. 지난 몇 년 동안 환경 문제의 주제에 대한 사람들의 민감성이 증가하고 있으며 그에 따라 환경보호에 대한 수요가 증가하고 있다. 이러한 움직임은 측정 시스템의 개선과 더불어 과학과 의학 지식의 발달에 기인한다. 이러한 개선과 함께 인간의 생활방식이 환경에 미치는 영향에 대한 것을 탐구한다. 과학에서의 발전은 지난 몇 년 내에 환경기준 설정을 위한 근본적인 것이다.
환경 표준은 원하는 상태를 정의하는 경우가 많다(예: 호수 pH는 6.5와 7.5 사이여야 한다). 표준을 정의해야 하는 특정 상태 또는 한도에 속하기 위해, 가장 가능성이 높은 통계 방법이 사용되었다.
환경 문제와 관련된 불확실성은 항상 고려되어야 한다. 기준을 정하는 첫 번째 단계는 특정 위험을 평가하는 것이다. 위험의 발생 예상가치를 계산해야 한다. 발생될 수 있는 피해는 분류되어야 한다. 피해의 유형으로는 세가지가 있다: 물리적 화학적 환경 피해로 인한 변화, 식물과 동물의 생태학적 피해, 그리고 인간의 건강에 미치는 피해가 있다. 예상 집합적 편익 관점에서 허용 가능한 위험을 확립하기 위해서는 위험 유도 비용과 위험 회피 비용이 사회적 균형을 이루어야 한다. 그 비교는 통화 단위로 표현하기 어렵다. 더욱이 위험은 복수의 차원을 가지며, 이는 균형 과정의 끝에 상관관계에 도달해야 한다. 균형 조정 프로세스에서는 다음 단계를 고려해야 한다.
1. 생명, 보건, 환경의 보호와 사회적 자원의 합리적인 배분을 모두 제공하는 목표를 수립한다.
2. 이러한 목표 구현의 가능한 결과를 연구한다.
3. 더 이상 옵션을 추구하지 않을 때 발생하는 기회 비용 및 편익을 포함하여 사회적 비용이나 피해를 고려한다.

균형 조정 과정에서는 환경의 생산성 유지와 관련된 위험과 탄력성(이득점)의 분포의 공정성 또한 지켜져야 한다. 표준에 더하여, 어떤 상황에서 표준이 위반된다고 간주되는지를 나타내는 실행 규칙은 일반적으로 규정의 일부다. 표준을 준수하지 않는 지역을 다루는 처벌 및 기타 절차가 이 법의 일부가 될 수 있다.

## 설치, 설정 환경 표준
환경 기준은 다른 기관들에 의해 정해졌다. 대부분의 규격은 자발적인 자율화 원칙에 기초한다.

### 정부기관

#### UN
193개 회원국이 있는 가장 큰 정부간 조직으로, 유엔의 환경 정책은 국제 환경 기준에 큰 영향을 미친다. 1992년 리우데자네이루의 지구정상회담에서 회원국들은 처음으로 환경에 대한 부정적인 영향을 인정했다. 이 기간과 다음 밀레니엄 선언문에서는 환경 문제에 대한 첫 번째 개발 목표가 설정되었다. 그 이후, 과도한 천연자원과 지구 온난화로 인해, 하나님의 극단적 행동에 의해 야기된 재앙의 위험성이 증대되었다. 2015년 파리 협정에서 유엔은 지속 가능한 개발을 위한 17개의 목표를 결정했다. 세계 빈곤과의 싸움 외에도, 목표의 주된 초점은 지구의 보존이다. 이 목표들은 지구 환경주의의 지하실을 만들었다. 물, 에너지, 해양, 생태계, 지속 가능한 생산과 소비 행태와 기후 보호의 환경 영역이 이 목표에 포함되었다. 목표에는 도달에 필요한 매체에 대한 설명이 포함되어 있다.
문제는 회원국이 정해진 목표를 달성했는지의 여부에 상관없이 후속조사와 점검이다. 왜냐하면 일부 회원들이 감사를 인식하거나 다른 어떤 통제가 그들의 내정에 개입하여 외부 당사자를 형성할 수 있기 때문이다. 이에 의해 야기된 이행과 후속 조치는 자발적인 국가 검토에 의해서만 통제된다. 주요 통제는 통계적인 값으로 수행하는데, 이를 지표라고 한다. 이러한 지표는 목표에 도달할 경우 정보를 제공한다.

#### 유럽연합
유럽연합은 유럽연합의 기능에 관한 협약 내에서 환경에 대한 자율을 통합한다. 제31조 및 제31.1항에서, "환경에 대한 통일 정책은 다음과 같은 목표의 추구에 기여해야 한다: 환경의 질을 보존, 보호 및 개선하고, 인간 보건을 보호하며, 자연 자원의 신중하고 합리적인 활용을 촉진하며, 지역을 다루기 위한 국제적 차원의 조치를 촉진한다. 전 세계 환경, 문제, 특히 기후 변화와 싸우는 것."이라고 하고 있다. 모든 환경 행동은 이 기사를 토대로 하며 많은 환경법을 이끌어낸다. 유럽 연합은 공기, 생명공학, 화학, 시민 보호, 기후 변화, 환경 경제, 건강, 산업 및 기술, 국제, 토지 이용, 자연과 생물 다양성, 소음, 오존층 보호, 토양, 지속 가능한 개발, 폐기물 및 물을 다룬다.
또한 유럽 환경청은 회원들과 표준을 포함한 환경문제에 대해 협의한다.

#### 미국
미국에서는 표준의 개발이 분산되어 있다. 그 기준은 100개가 넘는 다른 기관들에 의해 개발되었는데, 그 중 많은 기관들이 개인이다. 그것은 시장에 의해 주로 영향을 받고 부분적으로는 분할된 복수 시스템이다. 아래에 두 가지 구체적인 예가 있다.

##### 미국의 주변 표
국가 대기 품질 표준(NAAQS)이라고도 하는 주변 표준은 환경보호청(EPA)에 의해 설정돼 대기 중 오염물질 수를 규제한다. 대기오염 방지법 이니셔티브의 일환으로, 주변기준은 사람들이 깨끗한 공기를 들이마시도록 설정되었다. 더군다나, 이러한 규정은 공공 복지를 잠재적으로 피해를 줄 수 있는 알려진 오염물질로부터 보호하는데 도움을 준다. 또한, 이러한 세트 표준의 시행은 추가적인 공기 품질 저하를 방지하기 위해 설계되었다. 체약국들은 자체적인 환경 기준을 설정할 수 있지만, 시행하려면 국가적인 기준보다 낮아야 한다. [23] NAAQS는 이산화 황(SO2), 미세먼지(PM10), 일산화 탄소(CO), 오존(O3), 질소(NO2) 및 납(Pb)의 6가지 기준 공기 오염원을 규제한다. .[24] 주변 규격을 확실히 만족하기 위해 EPA는 연방 기준 방법(FRM)을 사용하고, 연방 등가 방법(FEM) 시스템은 대기 중 오염물질의 양을 제한치 이내로 측정한다.

##### 미국의 배출량 기준
방출 기준은 대기 중으로 방출될 수 있는 오염물질의 양을 제어하는 EPA가 관리하는 국가 규제사항이다. 이 기준은 대기질과 인간의 건강을 유지하고 이산화 탄소(CO2), 질소 산화물 및 황 산화물과 같은 온실가스의 방출을 규제하기 위해 제정되었다. 이 기준은 최신 상태를 유지하기 위해 2단계로 수립되며, 미국인들의 연료비를 총 1조7천억 달러 절감하고 온실가스 배출량(GHG)을 60억 미터톤까지 감축하는 것을 목표로 최종 예측된다. 주변 표준과 마찬가지로 개별 주도 규제사항을 원하는 대로 강화할 수 있다. 예를 들어, 캘리포니아는 캘리포니아 항공자원위원회(CARB)를 통해 자체 배출 기준을 설정했다. 또한, 방출 기준은 중공업에서 방출되는 오염물질의 양을 규제한다.
EPA가 정한 기술 표준은 특정 기술의 사용을 반드시 강제하는 것은 아니지만, 다른 산업에 대한 최소 성능 수준을 설정한다. 더욱이, 이러한 규정은 데이터 수집을 보다 정밀하게 할 수 있도록 하여, 그러한 정보에 기초하여 설정된 표준이 실현 가능하도록 한다.[29] EPA는 현재 기술로 달성할 수 없는 규격을 설정하여 기술적 개선을 권장한다. 이러한 표준은 항상 업계 전체의 전반적인 개선을 촉진하기 위해 업계 최고 실적을 기반으로 설정된다.

### 비정부조직의 영향

#### 국제표준화기구
국제표준화기구는 많은 자발적 표준을 수립하는 기관이다. 163개 회원국들은 그들의 기준에 맞게 포괄적으로 의견을 수렴한다. ISO에 의해 설정된 표준은 종종 다른 국가들에 의해 국가 표준으로 전송되기도 한다. 전 세계 약 363.000개의 회사와 조직은 환경 관리 표준인 ISO 14001 인증서를 가지고 있으며, 이 인증서는 조직의 환경 성과와 법적 측면을 개선하고 환경 목표를 달성하기 위해 제정되었다. ISO 14000 시리즈를 포함한 대부분의 국가 및 국제 환경 관리 표준이 이러한 것들이다.

#### 그린피스
그린피스는 생물다양성과 환경을 다루는 가장 잘 알려진 비정부기구 중 하나이다. 그들의 활동은 환경 문제에 세계적 영향을 끼쳤다. 특별한 환경 문제를 기록하는 활동을 통해 대중의 관심을 일으키고, 정부나 기업이 환경 기준을 적용/설정하도록 한다. 그들의 주된 초점은 숲, 바다, 기후 변화, 독성 화학물질이다. 예를 들어, 섬유 부문과 함께 표준을 정립한 독성 화학물질을 보면; 그들은 2020년이라는 개념을 만들어냈는데, 이 개념은 섬유 생산에서 모든 유독성 화학물질을 2020년까지 제거하는 것이다.

#### WWF
세계야생생물기금은 생물다양성을 보존하면서 농업에서 최대의 수확량을 생산할 수 있는 방법에 초점을 맞추고 있다. 그들은 그들이 목표로 하는 정책 변화와 인센티브를 교육하고, 보호하며, 도달하려고 노력한다.

### 경제
경제의 환경 기준은 외부 동기를 통해 정해진다. 기업들은 그들이 운영하고 있는 나라들의 환경법을 이행해야 한다. 환경기준은 자발적인 자기규약에 근거하는데, 이는 기업들이 정부규제의 요건을 초과하는 사업표준을 시행해야 한다는 것을 의미한다. 기업들의 추가적인 기준은 그들의 이해관계를 충족시켜야 한다는 것이다. 환경기준 설정 과정에서 3명의 이해관계자가 주요 영향을 받는다. 첫 번째 이해당사자인 정부는 가장 강력하게 결정에 영향을 미친다. 고객의 영향력에 따라. 요즘 구매 결정의 환경적 요인을 고려해보는 사람들이 증가하고 있다. 기업들이 환경기준을 정하는데 영향을 미치는 세 번째 이해관계자는 산업 참여자들이다. 기업들이 산업 네트워크의 일부인 경우, 그들은 네트워크의 행동 강령을 이행해야 한다. 이러한 행동 강령은 종종 산업의 집단적 평판을 향상시키기도 한다. 산업 참가자들의 또 다른 추진력은 경쟁자의 행동에 대한 반응일 수 있다.
기업 스스로 정한 환경기준은 2개로 나뉘어질 수 있다. 첫번째는 운영 환경 정책이다. 이는 환경 관리, 감사, 통제 또는 기술을 포함한다. 이 규칙은 다른 기능 영역(예: 생산 부족)과 밀접하게 연결되기도 한다. 다국적 기업들이 국가 간 조화 환경 정부 규정을 제정하여 더 높은 수준의 환경 표준에 도달하기도 한다는 것도 영향을 미친다. 두 번째 측면은 광고와 공적인 의사소통을 위해 보내는 메시지다. 기업들은 이 측면에만 초점을 맞춘다는 비난을 받기도 한다. 이해당사자들의 요구를 충족시키기 위해 기업들은 환경 기준을 대중적 인상에만 초점을 맞추어 진짜 실행을 하지 않는 경우도 있다. 많은 기업들의 저예산 부서가 환경 정책의 이행을 책임진다. 그 기준을 담당하는 부서들은 실제 실행을 보증하기 위한 시간과 재원이 부족하다. 또, 구현 목표 내에서 충돌이 발생한다. 기업들의 가장 큰 문제는 그 기업이 얻을 수 있는 효과가 환경 보호의 효과보다 더 적다는 것이다. 기업들은 공공 위기 이후 환경 기준을 정하기도 한다. 기업이 사회적 문제로 비난 받은 이후, 그 이후에 환경 기준을 개선을 중요하게 생각하기도 한다는 것이다.

## 같이 보기
- 환경성과지수